# Rywka Profitkier
Rywka Profitkier (ur. 28 listopada 1905 w Białymstoku, zm. w czasie II wojny światowej) – polska aktywistka żydowskiego pochodzenia, studentka chemii Uniwersytetu Stefana Batorego w Wilnie, która przeciwstawiła się akcji getta ławkowego, gdy w lutym 1937 r. zajęła miejsce po prawej stronie sali wykładowej.

## Życiorys
Rywka Profitkier urodziła się 28 listopada 1905 r. w Białymstoku.
27 listopada 1927 r. zarząd Zjednoczenia Szkół Żydowskich powołał ją na stanowisko kierowniczki Szkoły Ludowej im. Wł. Medema w Szczebrzeszynie, które piastowała w latach 1927–1928.
Studiowała chemię na Uniwersytecie Stefana Batorego w Wilnie. 26 lutego 1937 r. została zaatakowana i wypchnięta z ławki uczelnianej po prawej stronie przez dwie studentki-chrześcijanki. W następstwie tej sytuacji to ona została oskarżona o atak, zostało jej również wytoczone postępowanie dyscyplinarne. Ostatecznie została uznana za jedyną winną oraz pozbawiona na rok praw członka społeczności akademickiej.
Zginęła podczas zagłady Żydów białostockich.
Jej losy zostały opisane przez Natalię Judzińską w książce Po lewej stronie sali. Getto ławkowe w międzywojennym Wilnie.